# Emil Hirschfeld
Emil Hirschfeld   (Gdańsk, 31 de juliol de 1903 - Berlín, 23 de febrer de 1968) va ser un atleta alemany, especialista en el llançament de pes i disc, que va competir durant les dècades de 1920 i 1930.
El 1928 va prendre part en els Jocs Olímpics d'Amsterdam, on guanyà la medalla de bronze en la prova del llançament de pes. Quatre anys més tard, als Jocs de Los Angeles, disputà dues proves del programa d'atletisme. Fou quart en la prova del llançament de pes i catorzè en la de llançament de disc. El 1928 establí dos rècords del món del llançament de pes.

## Millors marques
- Llançament de pes. 16,08 m (1928), Rècord del Món
- Llançament de disc. 46,08 m (1932)[1][2]